# Insul

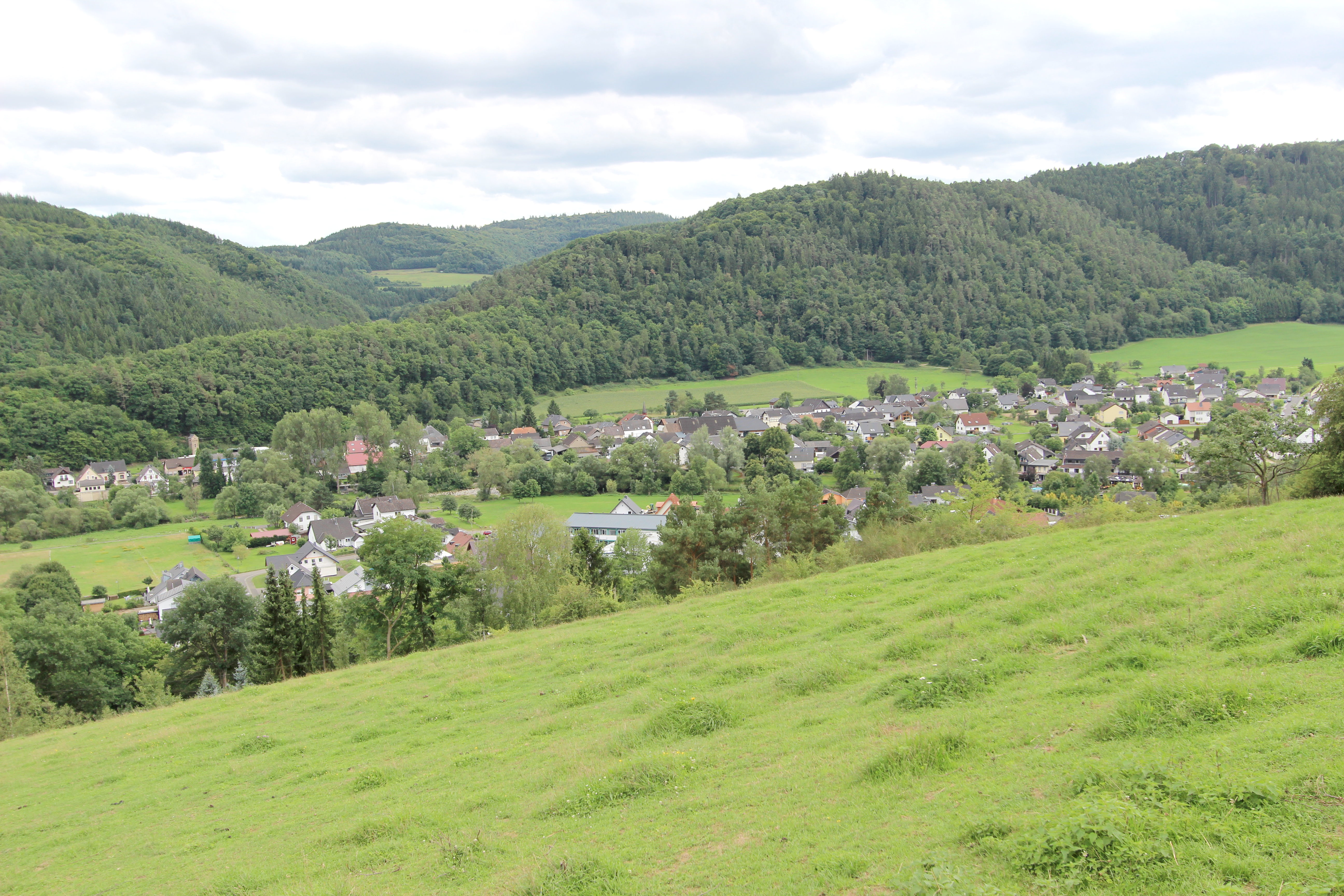
Insul

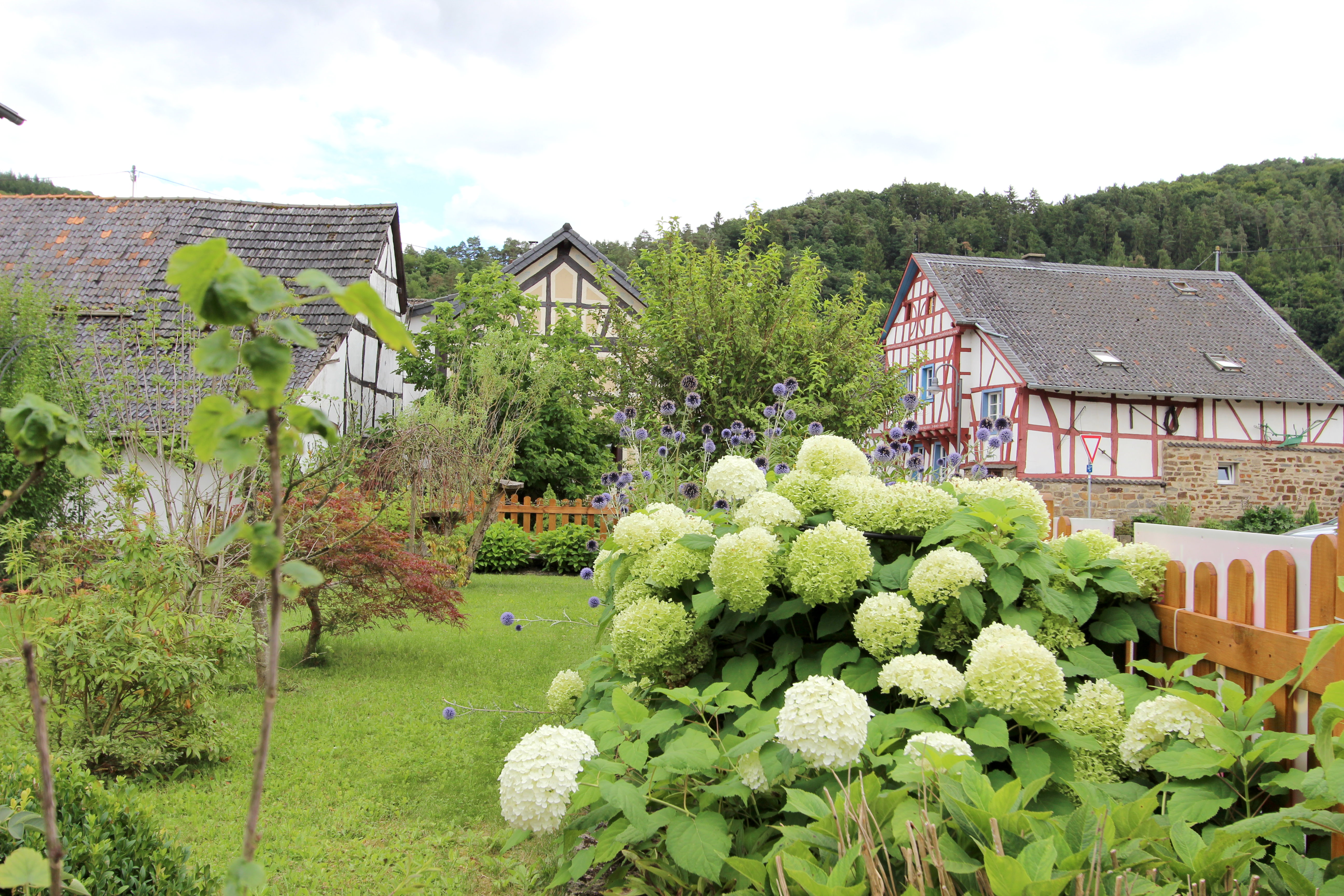
Ortskern Brückenstraße

Insul ist eine Ortsgemeinde im Landkreis Ahrweiler in Rheinland-Pfalz. Sie gehört der Verbandsgemeinde Adenau an.

## Geographie
Insul liegt sieben Kilometer nördlich der Stadt Adenau auf beiden Seiten der Ahr. Die Wohnbebauung des Dorfs erstreckt sich auf einem relativ ebenen Gebiet und steigt im Südwesten am Rand der Anhöhe Burg 271 m ü. NHN minimal an. Das Gemeindegebiet wird naturräumlich größtenteils zum Dümpelfelder Ahrtal gezählt, während der südliche Abschnitt sich bereits dem Reifferscheider Bergland zurechnen lässt. Dort erreicht es an der südwestlichen Grenze auf dem Gipfel des 521 m ü. NHN hohen Scheidnück seinen höchsten Bodenpunkt.
Nachbargemeinden sind Schuld, Sierscheid, Dümpelfeld.

## Geschichte
Der Ortsname Insul – mundartlich „Äsel“ – ist urkundlich auch als Esell (1669), Eßel (1728), Insel (1758) und Oesel (1849) überliefert. Er wird auf das lateinische Wort für Insel zurückgeführt. An der Ortslage ist heute noch erkennbar, dass die Ahr in früheren Zeiten auch einen südlichen Flussarm hatte, den Ort also zur Gänze umfloss.
Insul wurde 1269 als „Oensel supra Aram“ erstmals urkundlich erwähnt. Die Gemarkung von Insul gehörte im 12. Jahrhundert zur Grafschaft Are, die Mitte des 13. Jahrhunderts mit allem Besitz an Kurköln fiel. Insul  war nun eine Honnschaft, die zum kurkölnischen Amt Nürburg gehörte, das bis zum Ende des 18. Jahrhunderts bestand.
Während der Franzosenzeit gehörte Insul zur Mairie Adenau im Kanton Adenau. Beim Wiener Kongress kamen das Rheinland und andere Teile des linken Rheinufers zu Preußen. Insul zähle zur Bürgermeisterei Adenau im damals neu gebildeten Kreis Adenau, der 1932 aufgelöst wurde. Die inzwischen „Amt“ genannte Bürgermeisterei Adenau kam zum Kreis Ahrweiler, zu dem Insul seitdem gehört.
Kirchlich gehörte Insul zur Pfarrei Schuld, die schon im 10. Jahrhundert bestand. Um 1570 wird Insul als Filiale von Schuld und 1631 eine Kapelle in Insul in den Urkunden erwähnt. Die Kapelle wurde 1882 niedergelegt und 1884 durch eine neue Kapelle ersetzt, sie ist St. Rochus geweiht. Im Jahr 1910 erhielt die Kapelle eine Orgel mit sechs Registern, die vom  Bonner Orgelbauer Klais eingebaut wurde.
Eine eigene Schule bekam Insul 1863, vorher, bereits 1724, wurde ein Lehrer für Insul urkundlich erwähnt. Im Zuge der in den 1970er Jahren vollzogenen rheinland-pfälzischen Schulreform wurde die Schule in Insul 1972 aufgelöst; die Kinder besuchen seitdem Grundschulen und weiterführende Schulen in Adenau.
Insul wurde wie die Nachbargemeinde Schuld (und andere Orte im Kreis Ahrweiler und im Ahrtal) vom Hochwasser im Juli 2021 stark getroffen. Die Ahrbrücke zwischen den beiden Ortsteilen stürzte ein. Am 21. Juli 2021 wurde eine Behelfsbrücke über die Ahr verlegt. Die weitere Entwicklung nach der Flut wurden im ARD-Morgenmagazin in der Rubrik Insul – Ein Dorf nach der Katastrophe gezeigt, wodurch der Ort deutschlandweit bekannt wurde.
Statistik zur Einwohnerentwicklung
Die Entwicklung der Einwohnerzahl von Oberlascheid, die Werte von 1871 bis 1987 beruhen auf Volkszählungen:
| Jahr | Einwohner |
| ---- | --------- |
| 1815 | 220       |
| 1835 | 256       |
| 1871 | 244       |
| 1905 | 296       |
| 1939 | 295       |
| 1950 | 331       |
| 1961 | 371       |

| Jahr | Einwohner |
| ---- | --------- |
| 1970 | 438       |
| 1987 | 435       |
| 1997 | 462       |
| 2005 | 471       |
| 2017 | 463       |
| 2022 | 444       |

## Politik

### Bürgermeister
Ewald Neiß ist Ortsbürgermeister von Insul.

### Wappen
| Wappen von Insul | Blasonierung: „Im silbernen Schildhaupt ein schwarzes Kreuz, darin ein silberner Pilgerstab. Im rechten oberen Schildteil ein roter links gewendeter Löwe, im unteren linken Schildteil ein rotes Eichenblatt.“ |
| Wappen von Insul | Wappenbegründung: Aus den fränkischen Gaugrafen entwickelte sich das Geschlecht der Grafen von Are, von dem sich im 12. Jahrhundert die Linie Are-Nürburg abzweigte. Wappen der Nürburger; silberner Löwe in Rot und silberne Schindeln. Deshalb wurde der Löwenkopf oben rechts in das Wappen aufgenommen. Bis 1290 zur Grafschaft Nürburg gehörend, kam Insul danach bis 1794 zu Kurköln. Aus dem Sitz des Honnen in Schuld entwickelte sich ein Schultheißenamt für die vier Hundertschaftsorte innerhalb des kurkölnischen Amtes Nürburg. Insul bildete auch mit den anderen drei Hundertschaftsorten eine Dinggemeinde (Gerichtsgemeinde) unter Vorsitz des Schultheißen. Wappen von Kurköln; schwarzes Kreuz in Silber Patron der Dorfkapelle ist der heilige Rochus. Attribut des heiligen Rochus ist ein Pilgerstab. Dieser Pilgerstab wurde auf das schwarze Kreuz gelegt. Auf die Bedeutung des Waldes für die Gemeinde und unsere Landschaft weist das rote Eichenblatt unten links im Wappen hin. |

## Kultur und Sehenswürdigkeiten

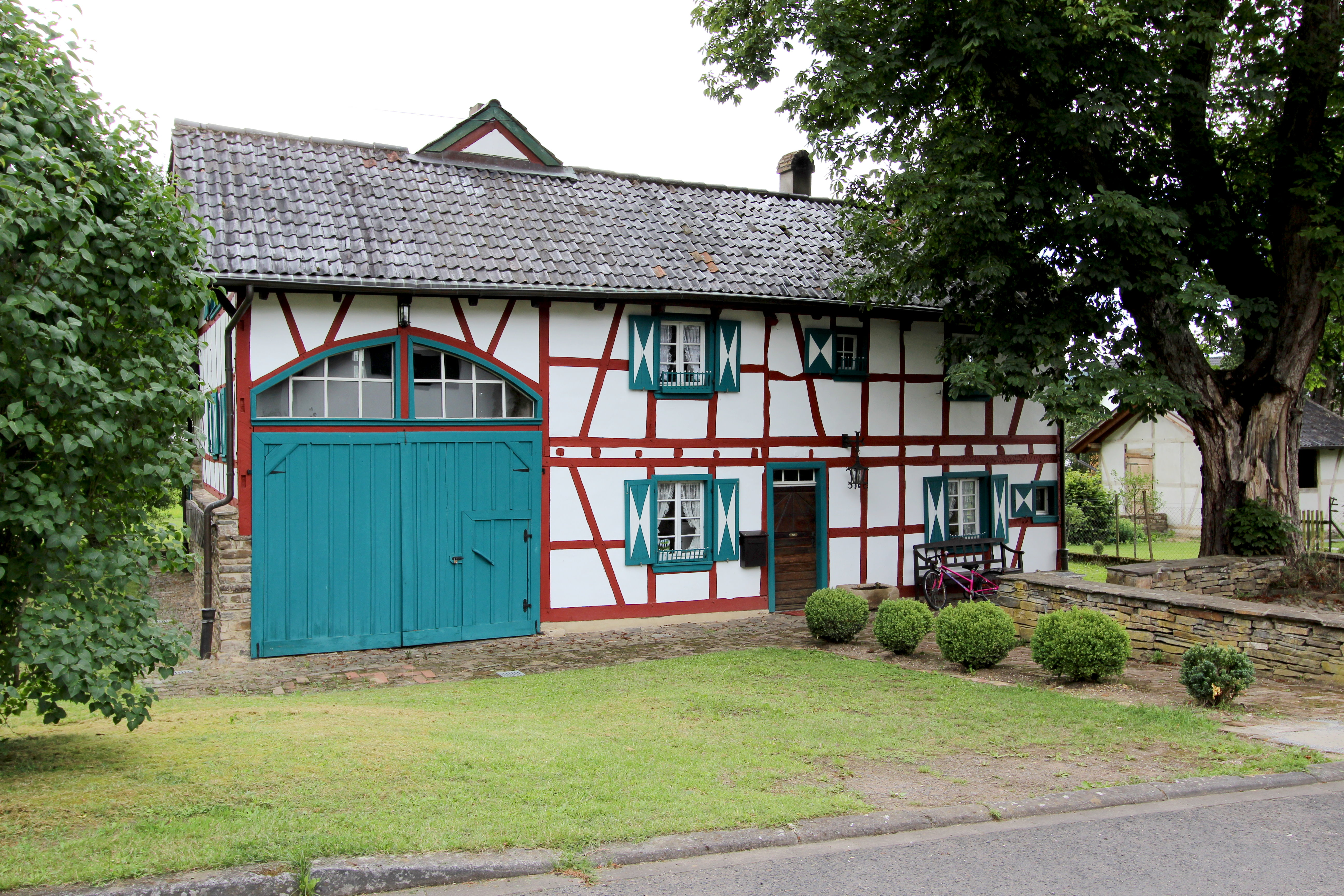
Hofanlage Bergstraße 3

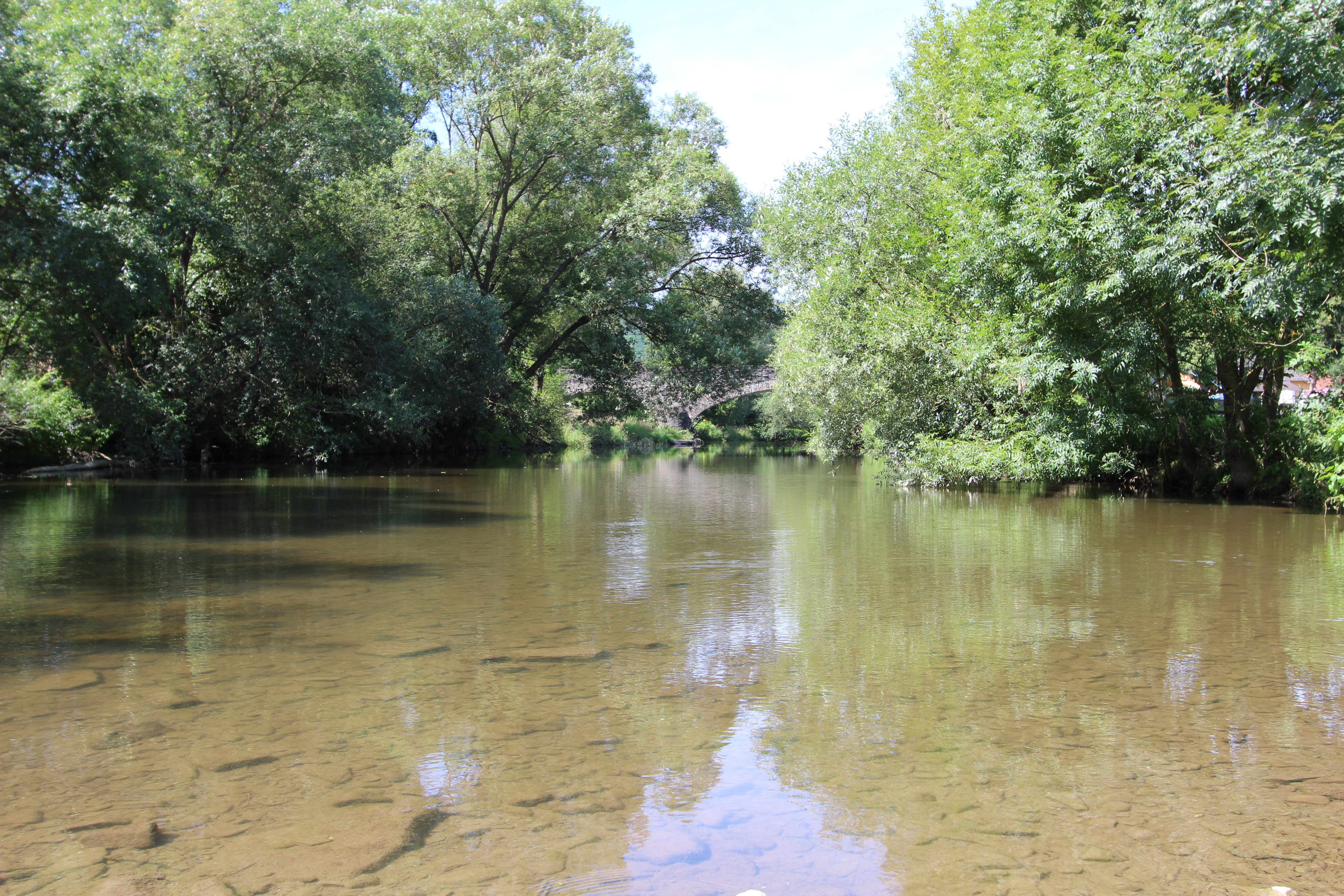
Am Stauwehr der Ahr

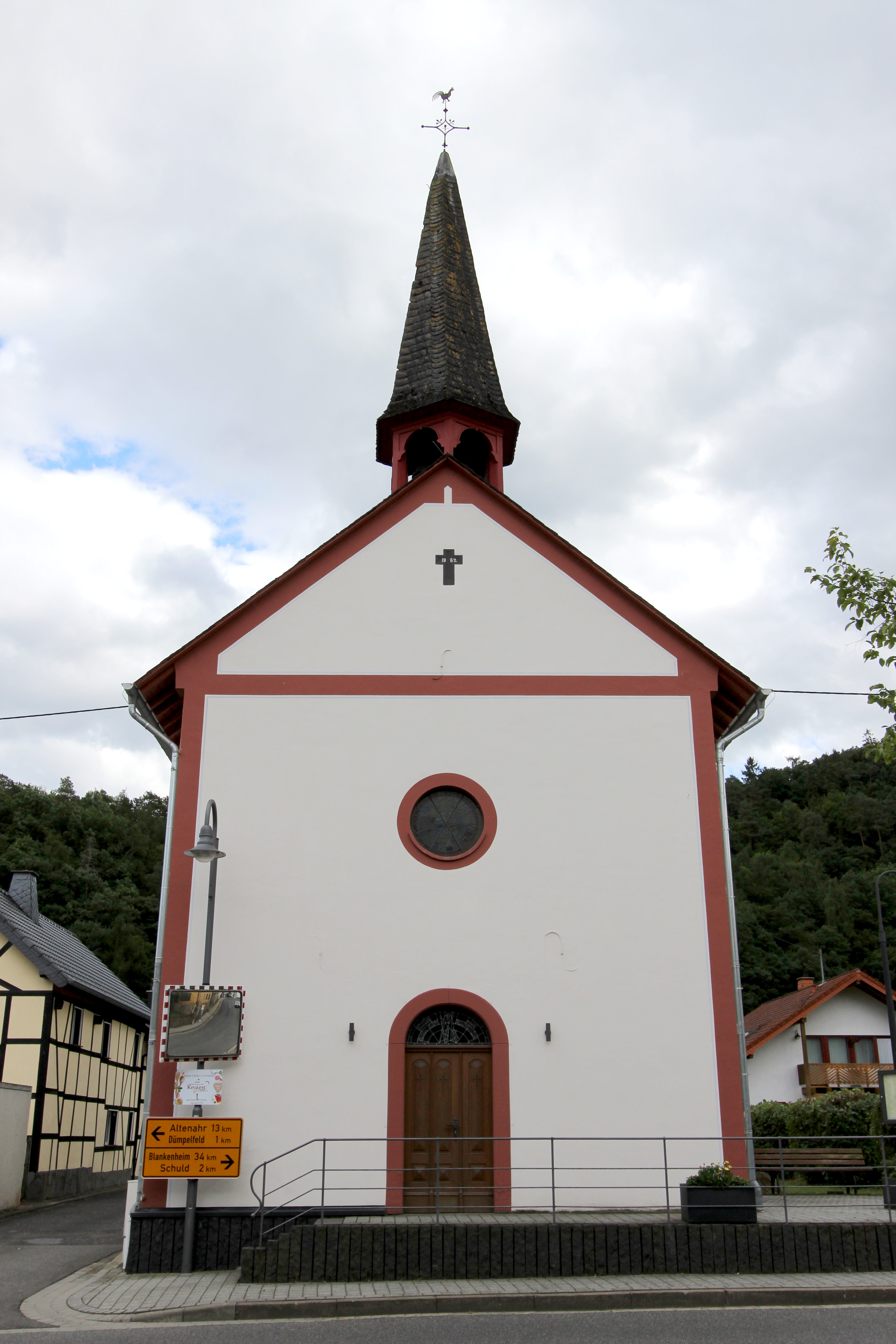
St. Rochus und Sebastian

### Bauwerke
- Katholische Filialkirche St. Rochus und Sebastian, von 1882
- Ehemaliger Zehnthof, Fachwerkbau und Hofanlage aus dem Jahre 1616 (Brückenstraße 4)
- Mehrere Fachwerkhäuser aus dem 19. Jahrhundert, die unter Denkmalschutz stehen
- Wegekreuz von 1796

Siehe auch: Liste der Kulturdenkmäler in Insul

### Grünflächen und Naherholung
- Zahlreiche Wanderwege in der waldreichen naturbelassenen Umgebung
- Burgberg[9]
- Stauwehr der Ahr mitten im Ort
- Der Ahr-Radweg führt durch Insul
- Touristisch bedeutsam ist Insul als Etappe (mit Unterkünften) des Ahrsteigs[10][11]
- Das Naturdenkmal Prümer Tor. Eine durchschnittene Felspartie mit 12 m Höhe, auch Insulner Schweiz genannt (Felsen an der Ahr, Parkplatz am Friedhof) ⊙[12]
- Bienen-Lehrpfad mit Informationstafeln ⊙

Siehe auch: Liste der Naturdenkmale in Insul

### Regelmäßige Veranstaltungen
- Autofreier Sonntag. Von der Quelle in Blankenheim bis hin nach Altenahr führt die „Tour de Ahrtal“ (Ende Juni)
- Maibaum-Fest am 1. Mai
- Oktoberfest – ein Erntedank- und Trachtenumzug des Junggesellenvereins (im Oktober)[13]

## Wirtschaft und Infrastruktur

### Bildung
Der Kindergarten wird in Schuld (2,5 km) besucht, die Grundschule, Schulen wie RealschulePlus und Gymnasium in Adenau. Die Kinder werden im Ort mit Bussen abgeholt.

### Medien
Seit 2007 ist Insul vom Ministerium des Innern und für Sport des Landes Rheinland-Pfalz im Rahmen des Dorferneuerungsprogramms als Schwerpunktgemeinde eingestuft.

### Verkehr
Die Gemeinde ist durch die Landesstraße 73 und die K 25 erschlossen. Insul lag an der inzwischen stillgelegten Bahnstrecke Dümpelfeld–Lissendorf. An der Abzw bestand eine Verbindung zur Ahrtalbahn.

## Persönlichkeiten
- Franz Schmitten (1929–2011), Tierzuchtwissenschaftler und Hochschullehrer